# Мюр-сюр-Альє
Мюр-сюр-Альє (фр. Mur-sur-Allier) — муніципалітет у Франції, у регіоні Овернь-Рона-Альпи, департамент Пюї-де-Дом. Мюр-сюр-Альє утворено 1 січня 2019 року шляхом злиття муніципалітетів Далле i Мезель. Адміністративним центром муніципалітету є Мезель. Населення — 3208 осіб (01.01.2021).